# تاتسويا ماتسوشيما
تاتسويا ماتسوشيما (باليابانية: 増嶋 竜也) (22 أبريل 1985 في تشيبا في اليابان – )؛ هو لاعب كرة قدم ياباني سابق كان يلعب كمدافع.

## وصلات خارجية
- تاتسويا ماتسوشيما على موقع الاتحاد الدولي (مؤرشف)  (الإنجليزية)
- تاتسويا ماتسوشيما على موقع رابطة كرة القدم اليابانية للمحترفين (اليابانية)
- تاتسويا ماتسوشيما على موقع إي إس بي إن إف سي (الإنجليزية)
- تاتسويا ماتسوشيما على موقع قاعدة بيانات كرة القدم.إي يو (الإنجليزية)
- تاتسويا ماتسوشيما على موقع Soccerway.com (الإنجليزية)
- تاتسويا ماتسوشيما على موقع عالم كرة القدم.نت (الإنجليزية)
- تاتسويا ماتسوشيما على موقع كووورة